# Schlacht bei Mühldorf (955)
Die Schlacht bei Mühldorf, die vermutlich am 1. Mai 955 bei Mühldorf am Inn stattfand, beendete endgültig den Liudolfinischen Aufstand, der das Ostfrankenreich in eine existenzbedrohende Krise stürzte. Der Salzburger Erzbischof Herold wurde in der Schlacht vom baierischen Herzog Heinrich I. gefangen genommen. 

## Geschichte
Nach dem Tode des Luitpoldinger Baiernherzogs Berthold verlieh der König das Herzogtum Baiern seinem Bruder Heinrich I. zur Stärkung der zentralen Macht der deutschen Könige. Dabei fühlte sich der Neffe von Heinrich mit Namen Luidolf als schwäbischer Herzog übergangen und unternahm 953 gemeinsam mit maßgeblichen Luitpoldingern einen ersten Aufstand gegen den König. Militärisch brach der Aufstand erst im Juli 953 mit der Belagerung der von Liudolf besetzten Stadt Mainz aus. Bereits vor dem Osterfest wurden die Vorbereitungen zum Aufstand offensichtlich, als Otto die Pfalz Ingelheim nicht entsprechend vorbereitet vorfand.
Als kurz darauf die Ungarn plündernd in Bayern einfielen, schlossen die Aufständischen einen bis zum 15. Juni 954 befristeten Waffenstillstand mit König Otto I. Auf dem Reichstag in Langenzenn bei Fürth am 16. Juni 954 unterwarfen sich viele von ihnen, darunter auch Herzog Konrad der Rote von Lothringen, nicht jedoch Liudolf und der baierische Pfalzgraf Arnulf II., die nach Regensburg marschierten.  Dort konnte sie Otto einschließen und belagern. Bei einem versuchten Ausfall fiel Arnulf am 22. Juli 954 im Kampf gegen von Markgraf Gero befehligte königstreue Truppen. 
Der Konflikt wurde aber erst mit der Schlacht bei Mühldorf beendet, die vermutlich am 1. Mai 955 stattfand. In dieser letzten Auseinandersetzung wurde der Salzburger Erzbischof, ein Anhänger Liudolfs, vom baierischen Herzog Heinrich I. gefangen genommen. Der als jähzornig bekannte Heinrich bezichtigte Herold des Hochverrates mit den Ungarn und der Rebellion. Er ließ ihn blenden und schickte ihn nach Kloster Säben in die Verbannung. Nachfolger Herolds als Erzbischof von Salzburg wurde Friedrich I.
Die nachfolgende Schlacht auf dem Lechfeld am 10. August 955 beendete dann die Ungarneinfälle und war der größte militärische Sieg Ottos des Großen.